# 王瞻
王瞻（450年代—500年代），字思範，琅邪臨沂人，南齊、南梁官员。

## 生平
王瞻是劉宋太保王弘的侄孙，祖父王柳是劉宋光祿大夫、東亭侯，父親王猷曾擔任廷尉卿、侍中、光祿大夫。王瞻六岁时跟随老师学习，有歌舞伎经过课堂门前，王瞻的同学都出去观看，只有王瞻不去看，学习诵读和之前一样。王猷的堂兄弟尚书仆射王僧达听说之后感到奇怪，对王猷说：“我们的宗族不会衰落，都寄托在这个孩子身上。”他十二歲時父親去世，服喪期間有孝道名聲。服喪完畢，王瞻襲封父親東亭侯的爵位。年輕的王瞻轻佻，愛好遊樂，變成邻居忧患；長大後他卻變得有節操，讀書不少，還擅於圍棋和騎射。王瞻自著作佐郎起家，累遷太子舍人、太尉主簿和太子洗馬，不久出任鄱陽內史，任期屆滿後授官太子中舍人。他亦獲任命為南海王蕭子罕王友，很快轉為司徒、竟陵王蕭子良的從事中郎，待遇很好。蕭子罕出任護軍將軍，以王瞻為長史，又補任徐州別駕從事史，遷官驃騎將軍王晏的長史。王晏被誅殺，王瞻就任晉陵太守。他為政廉潔，妻子儿女因此挨餓，當時大司馬王敬則叛亂，叛軍路經晉陵時，居民都依附王敬則。王敬則敗亡後，官軍討取餘眾，王瞻向朝廷稟告：「愚蠢的人容易被說動，不需要追究。」齊明帝允許，萬餘人因此存活，之後他徵拜給事黃門侍郎、撫軍建安王萧宝夤長史和御史中丞。
蕭衍開設霸府，起用王瞻為大司馬相國諮議參軍，領錄事。南梁建立，他出任侍中，遷任左民尚書，不久轉任吏部尚書。王瞻個性正直，在選部任職期間自覺行事。他亦喜歡喝酒，每一次飲酒都可以長達一整天，而精神依然充足，不荒廢公事，蕭衍稱讚王瞻有三項才能：騎射、圍棋、喝酒。很快朝廷加任他為左軍將軍，但他以生病不拜任，仍為侍中，後領官驍騎將軍，未拜而去世，虛歲四十九，諡康侯。

## 家庭
兒子王長玄，任著作佐郎，早卒。

## 引用
1. 1 2  《梁書·卷二十一·列傳第十五》：王瞻字思範，琅邪臨沂人，宋太保弘從孫也。祖柳，光祿大夫、東亭侯。父猷，廷尉卿。瞻年數歲，嘗從師受業，時有伎經其門，同學皆出觀，瞻獨不視，習誦如初。從父尚書僕射僧達聞而異之，謂瞻父曰：「吾宗不衰，寄之此子。」年十二，居父憂，以孝聞。服闋，襲封東亭侯。
2. 1 2  《南史·卷二十一·列傳第十一》：瞻字思範，弘從孫也。祖柳字休季，位光祿大夫、東亭侯。父猷字世倫，位侍中、光祿大夫。瞻年六歲從師，時有伎經門過，同業皆出觀，瞻獨不視，習業如初。從父僧達聞而異之，謂其父猷曰：「大宗不衰，寄之此子。」年十二居父憂，以孝聞。服闋，襲封東亭侯。
3. ↑  《梁書·卷二十一·列傳第十五》：瞻幼時輕薄，好逸遊，爲閭里所患。及長，頗折節有士操，涉獵書記，於碁射尤善。起家著作佐郎，累遷太子舍人、太尉主簿、太子洗馬。頃之，出爲鄱陽內史，秩滿，授太子中舍人。又爲齊南海王友，尋轉司徒竟陵王從事中郎，王甚相賓禮。南海王爲護軍將軍，瞻爲長史。又出補徐州別駕從事史，遷驃騎將軍王晏長史。晏誅，出爲晉陵太守。
4. ↑  《南史·卷二十一·列傳第十一》：後頗好逸遊，為閭里患，以輕薄稱。及長，折節修士操，涉獵書記，善碁工射。歷位驃騎將軍王晏長史。晏誅，出為晉陵太守。
5. ↑  《梁書·卷二十一·列傳第十五》：瞻潔己爲政，妻子不免饑寒。時大司馬王敬則舉兵作亂，路經晉陵，郡民多附敬則。軍敗，臺軍討賊黨，瞻言於朝曰：「愚人易動，不足窮法。」明帝許之，所全活者萬數。徵拜給事黃門侍郎，撫軍建安王長史，御史中丞。
6. ↑  《南史·卷二十一·列傳第十一》：潔己為政，妻子不免饑寒，時號廉平。王敬則作亂，瞻赴都，敬則經晉陵郡，人多附之。敬則敗，台軍討賊黨，瞻言愚人易動，不足窮法。齊明帝從之。所全萬數。遷御史中丞。
7. 1 2  《梁書·卷二十一·列傳第十五》：高祖霸府開，以瞻爲大司馬相國諮議參軍，領錄事。梁臺建，爲侍中，遷左民尚書，俄轉吏部尚書。瞻性率亮，居選部，所舉多行其意。頗嗜酒，每飲或竟日，而精神益朗贍，不廢簿領。高祖每稱瞻有三術，射、朞、酒也。尋加左軍將軍，以疾不拜，仍爲侍中，領驍騎將軍，未拜，卒，時年四十九。諡康侯。子長玄，著作佐郎，早卒。
8. 1 2  《南史·卷二十一·列傳第十一》：梁台建，為侍中、吏部尚書。性率亮，居選部，所舉多行其意。頗嗜酒，每飲或彌日，而精神朗贍，不廢簿領。梁武每稱瞻有三術：射、棋、酒也。卒，諡康侯。子長玄早卒。

## 延伸阅读
[在维基数据编辑]
 《梁書·卷21》，出自姚思廉《梁書》